# Hide Your Heart (Notes from America)
A Hide Your Heart Bonnie Tyler 1988-as nagylemeze, melynek producere Desmond Child volt. Amerikában Notes from America címmel került a boltokba CD, LP és audiokazetta formátumban. Az Arena rock stílusú album Bonnie Tyler egyik személyes kedvence.[forrás?] Neves zeneszerzők dolgoztak a lemezen, a CBS kiadó szkeptikus magatartása miatt a dalok többségét más előadóknak adták tovább[forrás?] így többek között a The Best című sláger is Tina Turner előadásában lett világsláger, pedig Bonnie Tyler két évvel korábban énekelte lemezre.

## Az albumról
Bonnie Tyler kisebb stílusváltáson esett át, göndör, szőke haját vállig levágatta és ettől kezdve kezdett el sűrűbben bőrdzsekit viselni.
1987-ben kezdődtek el a stúdiófelvételek a Woodstock-hoz közeli Bearswille stúdióban az Egyesült Államokban. Bonnie új producere Desmond Child lett, aki korábban Bon Jovinak írt dalokat és akivel Tyler már az 1986-os Secret Dreams and Forbidden Fire című lemeznél is segédkezett. Bonnie öt hetet dolgozott Childal aminek 10 dal lett az eredménye. Ugyanabban a stúdióban készültek a felvételek, ahol egykoron a 60-as évek rocksztárja, Janis Joplin is dolgozott. A címadó dalt (Hide Your Heart) Paul Stanley a KISS együttes frontembere írta Bonnie részére. A Notes from America dal kórusához pedig 50 embert válogattak be az utcáról, véletlenszerűen.
Az új album Hide Your Heart címmel jelent meg Európában és a Távol keleten míg Amerikában Notes from America címmel adta ki a CBS megváltoztatott borítóval. Stílusát tekintve rock, arena rock.
Az albumon több feldolgozás is helyet kapott. A Bee Gees együttes, To Love Somebody című dala valamint Janis Joplin Turtle Blues című slágere is. Az új dalok között az első, amelyből kislemez is készült és Norvégiában a Top10-ben is szerepelt,[forrás?] The Best címmel jelent meg. A dalt Holly Knight és Mike Chapman a neves amerikai zeneszerző páros írta. A kislemez és a teljes album sikergyanús volt, ám a kiadó, a Sony/Columbia szkeptikus volt a lemezt illetően és nem hitték, hogy Bonnie Tyler ismét a csúcsra tör a dalokkal így még 1988-ban továbbadta a kiadó a dalokat, az akkor éppen a rockműfajjal visszatérő előadóknak.[forrás?] Tina Turner énekelte fel a The Best című slágert, ami világszerte nagy sikert aratott. Cher a Save Up All Your Tears című szerzeményt énekelte fel saját albumára, szintén nagy sikerrel. A Don't Turn Around című slágert pedig Aswad kapta. A Hide Your Heart dal a KISS együttes repertoárjába került bele. A Hide Your Heart album terjesztését és reklámozását a kiadó felfüggesztette, bár Bonnie Európában és Amerikában is koncertsorozatot adott Hide Your Heart Tour néven. Bonnie Angliában is koncertezett, többek között a Domino Theater-ben és a londoni Hammersmith Odeon-ban. A Reading Rockfesztiválon Meat Loaffal közösen léptek színpadra, ahol a közönség sárral és palackokkal dobálta meg őket.
A CBS 1989-ben kiadta a Greatest Hits című kiadványt, amely arany és platina minősítést ért el több országban is.[forrás?]
Bonnie Tylernek lejárt a szerződése a Sony kiadóval és visszatért Európába, ahol a német BMG Hansa kiadónál szerződött le. Bonnienak az USA-ban 1990-től egészen 1996-ig nem jelentek meg a nagylemezei.
Bonnie egy későbbi interjúban azt nyilatkozta, hogy miután egykori lemezkiadója értesült Európai sikereiről (a BMG kiadónál), 1993-ban kiadták a The Very Best of Bonnie Tyler Volume 1. című válogatásalbumot, amely platina minősítést ért el több országban is és amelyre felkerültek a Hide Your Heart albumon megjelent slágerek (ugyanis 1988-tól 1993-ig Bonnie Tyler egyetlen válogatásalbumán sem szerepeltek az 1988-as lemezről dalok).[forrás?] Bár Bonnie Tyler a mai napig sem igazolt vissza egykori kiadójához, a Sony a mai napig évente kiad a dalaiból egy-két kiadványt.

## Az album fogadtatása
Az album 1988 januárjában jelent meg az Egyesült Államokban. Nem került fel az USA TOP100-as listájára sem a nagylemez sem pedig a Hide Your Heart kislemez. Ez többek között a mérsékelt majd később leállított marketingtámogatásnak köszönhető.[forrás?] Európában és Japánban májusban jelent meg az album. Norvégiában a 6. helyet szerezte meg és arany minősítést ért el. Svájcban a 13. volt, szintén aranylemezzel. Svédországban a 24., Németországban a 64. míg az Egyesült Királyságban csak a 78. helyet tudta megszerezni. A kislemezek közül a The Best került fel csak a toplistákra. Norvégiában a 10. míg Angliában a 95. helyen szerepelt.

## Kritika
Allmusic értékelés
Bonnie Tyler Notes from America című, világszerte megjelent albuma az utolsó a Columbia kiadó gondozásában és a Jim Steinmannal való közös munka vége is egyben. Tyler még mindig a legendás slágergyárosokkal dolgozott együtt, mint például Desmond Child, Holly Knight, Mike Chapman. Ez az album figyelemre méltó, mert olyan dalokat tartalmaz, amiket csak később, más előadók tettek sikeressé. A The Best Tina Turner előadásában vált "himnusszá" míg Bonnie Tyler a Bee Gees, To Love Somebody című dalával ért el sikereket. Ez egy kielégítő album - de a Faster Than the Speed of Night és a Secret Dreams and Forbidden Fire ragyogó mesterművek után - Jim Steinman hiánya sajnos nem tudott segíteni rajta. Ezután 8 éven át ez volt az utolsó Amerikában megjelent albuma az 1996-os Free Spirit lemezig bár ez idő alatt Bonnie Tyler folytatta nemzetközi karrierjét.

## Turné
- Hide Your Heart Tour 1988

## Dalok
| #  | Dalcím                          | Szerző                                    | Producer      | Hossz |
| -- | ------------------------------- | ----------------------------------------- | ------------- | ----- |
| 1  | Notes From America              | Desmond Child; Robbie Seidman             | Desmond Child | 4:55  |
| 2  | Hide Your Heart                 | Paul Stanley, Desmond Child, Holly Knight | Desmond Child | 4:25  |
| 3  | Don't Turn Around               | Diane Warren; Albert Hammond              | Desmond Child | 4:18  |
| 4  | Save Up All Your Tears          | Desmond Child; Diane Warren               | Desmond Child | 4:23  |
| 5  | To Love Somebody                | Barry Gibb; Robin Gibb; Maurice Gibb      | Desmond Child | 5:50  |
| 6  | Take Another Look at Your Heart | Michael Bolton; Desmond Child             | Desmond Child | 3:46  |
| 7  | The Best                        | Mike Chapman; Holly Knight                | Desmond Child | 4:15  |
| 8  | Shy with You                    | Robbie Seidman                            | Desmond Child | 3:45  |
| 9  | Streets of Little Italy         | Robbie Seidman                            | Desmond Child | 4:37  |
| 10 | Turtle Blues                    | Janis Joplin                              | Desmond Child | 4:11  |

## B oldalas dalok
A nyolcvanas években Bonnie Tyler testvére, Paul Hopkins - aki zenész - több dalt is írt Bonnie részére, de ezek mind csak a kislemezek "B" oldalain kaptak helyet. A dalok producere Peter Oxendale volt. Az Under Suspicion kivételes, mert ezt a dalt Jim Steinman rendezte, ami hallatszik is a zenei összetételén. Az Under Suspicion a The Best című kislemezre került fel, illetve egyes országokban a Hide Your Heart audiokazettán megjelent változatán kapott helyet.
| # | Dalcím          | Szerző                   | Producer     | Hossz |
| - | --------------- | ------------------------ | ------------ | ----- |
| 1 | Under Suspicion | P. Hopkins               | Jim Steinman | 4:40  |
| 2 | I'm Not Foolin' | P. Hopkins; Bonnie Tyler | P. Oxendale  | 5:11  |
| 3 | The Fire Below  | P. Hopkins; Bonnie Tyler | P. Oxendale  | 5:10  |

## A produkció

### Zenészek
- gitár: Tony Levin, John McCurry,
- dobok: John Regan, Seth Glassman,
- billentyűsök: Chuck Kentis
- dobok és ütőhangszerek: Jerry Marotta
- orgona: Chuck Kentis,
- akusztikus zongora: Bette Sussman
- tenorszaxofon: Louis Cortelezz, Lawrence Feldman
- trombita: Joe Sheplay
- baritonszaxofon: Ronnie Cuber
- szakszofon: Louis Cortelezz
- ritmusgitár: Seth Glassman
- harsona: Keith O'Quinn
- vokál: Bonnie Tyler, Desmond Child, Ellen Foley, Holly Sherwood, Joely Lynn Turner, Patti Dracy, Elaine Caswell,

### Producerek, közreműködők
- vezető producer: Desmond Child
- felvételvezető: Arthur Payson
- produkciós manager: Steven Savitt
- rendező asszisztens: Chris Isca
- mix: David Thoener (Bearswille Sound Studio); Bob Rock ("Hide You Heart")
- management: David Aspden
- borító: John Swannell
- haj: Keith Harris & J. J.
- smink: Cheryl Phelbs Gardiner
- design: Bill Smith Studio

### Stúdiók
- Bearswille Studio N.Y.
- Right Ttrack Studio N.Y.
- The Hit Factory N.Y.

## Kislemezek

### Notes From America
- Notes From America
- Turtle Blues
- It's Not Enough

### The Best
- The Best
- The Fire Below
- Under Suspicion

### Save Up All Your Tears
- Save Up All Your Tears
- It's Not Enough

### Hide Your Heart
- Hide Your Heart
- I'm Not Foolin'
- Under Suspicion

## Toplistás helyezések
| Hide Your Heart    | Legjobb helyezés |
| ------------------ | ---------------- |
| Norvégia           | 2.               |
| Egyesült Királyság | 43.              |
| Svájc              | 13.              |
| Németország        | 64.              |

| The Best | Legjobb helyezés |
| -------- | ---------------- |
| Norvégia | 10.              |